# ロータリーポンプ
ロータリーポンプ (英語: rotary pump) は油回転真空ポンプとも呼ばれ、回転する内部の羽が気体をかき出すように排気する、真空ポンプの一種である。RPと略されることもある。
最も一般的な真空ポンプであり、種類も多く価格も全体的に安価(10万円～30万円程度)である。また、大気圧から作動させられるため超高真空が必要な際の初期粗引きや、背圧を維持するための補助ポンプ（バックポンプ）として使われる他、広く産業用に用いられている。多くは電気モーターを動力源とするが、エアタービンなどが使用される場合もある。到達真空度は 10−1 Pa (10−3 Torr) 程度。

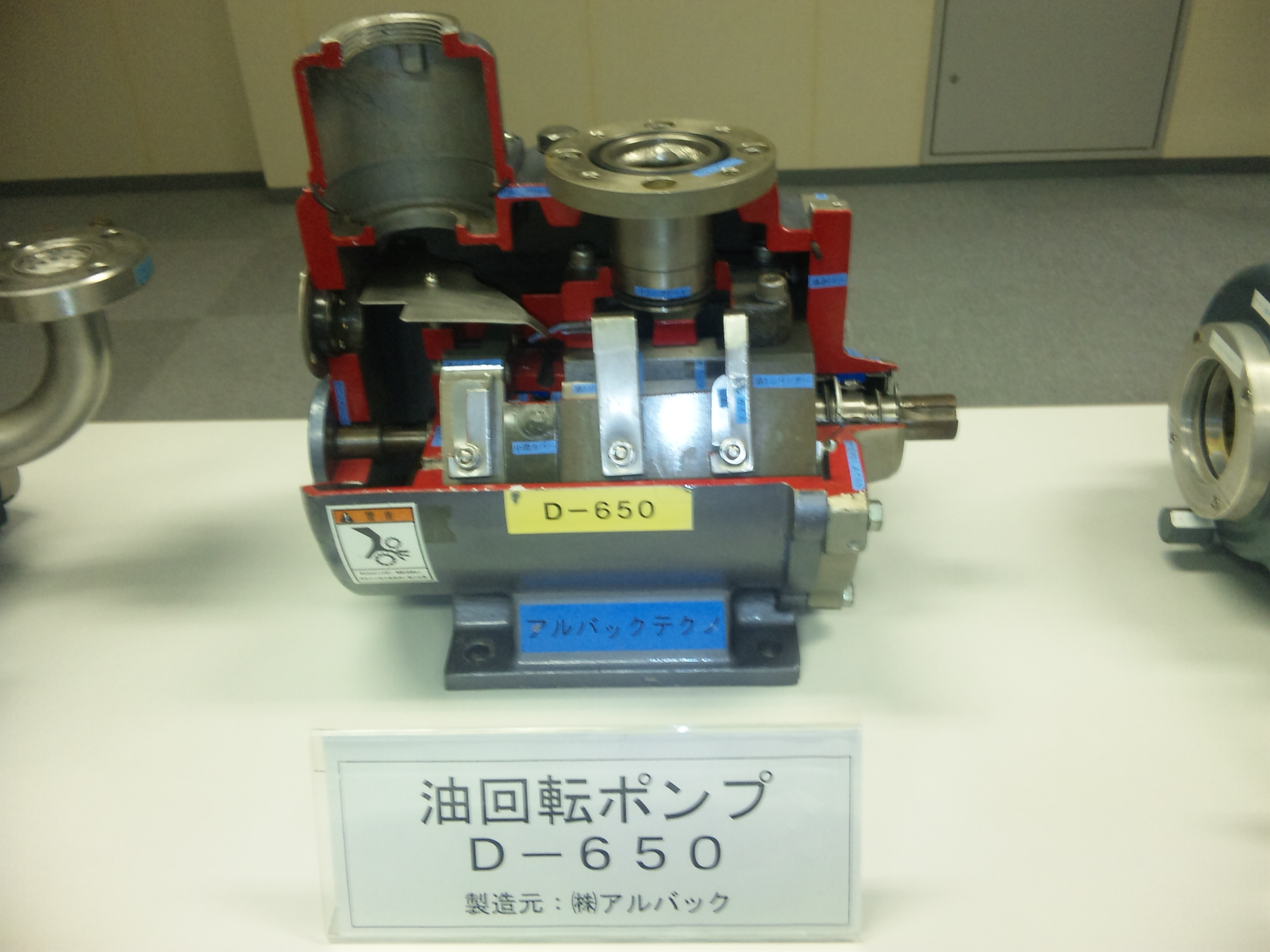
典型的なロータリーポンプの内部構造。上部右側のフランジが吸気口。上部左側がオイルトラップ。

油は密閉のために用いられているが、この油が蒸発して真空容器側に還流することは、容器内の機器類にとって好ましくない。このため、ポンプ油還流を嫌う装置に接続する場合はフォアライントラップ（フィルタ）をポンプと真空容器の間に挿入される場合が多い。また排気にもオイルの蒸気が含まれるので、排気口にもオイルミストトラップが必要である（これなしで長期間運転すると周囲がオイルでベトベトになる）。最近ではオイルを使用しないタイプのポンプも開発されている。使用するにつれ、また、凝縮性の高い蒸気を吸入するとこれが油に混入して性能低下をもたらすので、定期的なオイル交換が必要である。